# Geranomyia hardyi
Geranomyia hardyi är en tvåvingeart som beskrevs av Alexander 1928. Geranomyia hardyi ingår i släktet Geranomyia och familjen småharkrankar. Inga underarter finns listade i Catalogue of Life.